# Kwadrofonik
Kwadrofonik – polska grupa muzyczna grająca muzykę współczesną i improwizowaną.

## Historia
Zespół powstał w 2005 z połączenia Lutosławski Piano Duo oraz duetu perkusistów Hob-beats Duo. Wszyscy członkowie zespołu są absolwentami Uniwersytetu Muzycznego Fryderyka Chopina w Warszawie. Wykonują utwory pisane na skład perkusyjno-fortepianowy pisane przez współczesnych kompozytorów XX wieku: Bartóka, Crumba, Berio.
Drugą równie ważną częścią działań zespołu jest wykonywanie utworów własnej kompozycji. Muzycy skupiają się na poszukiwaniach nowych brzmień i źródeł inspiracji. Fortepiany prowadzą dialog z instrumentami perkusyjnymi, zamieniają się rolami – fortepiany stają się instrumentami perkusyjnymi, a instrumenty perkusyjne przejmują funkcję instrumentów melodycznych. Koncerty zespołu mają formę opowieści dźwiękami. Jednym ze źródeł z których czerpie zespół jest muzyka ludowa.
Zespół zdobył Grand Prix na  IX Festiwalu Muzyki Folkowej Polskiego Radia Nowa Tradycja w 2006 roku, oraz Nagrodę Prezydenta Miasta Warszawy i „Burzę Braw” - Nagrodę Publiczności tamże. W 2007 zespół otrzymał Nagrodę Specjalną Konkursu Europejskiej Unii Radiowej EBU „Svetozar Stracina” w Bratysławie. Zespół otrzymał również Paszport „Polityki” 2014 w kategorii muzyka poważna.
W 2008 wyszła pierwsza płyta Kwadrofonik pt. „Folklove” wydana przez Polskie Radio.

## Dyskografia
| 2008                           | Folk Love - Data: 18 kwietnia 2008 - Wydawca: Warner Music Poland                                                                              | –  |                    |
| 2013                           | Lutosławski Tuwim. Piosenki nie tylko dla dzieci (oraz Dorota Miśkiewicz) - Data: 12 listopada 2013 - Wydawca: Sony Music Entertainment Poland | 36 | - POL: złota płyta |
| 2015                           | Requiem ludowe (oraz Adam Strug) - Data: 1 kwietnia 2015 - Wydawca: Polskie Radio / NInA                                                       | –  |                    |
| 2020                           | Astronomia poety. Baczyński (oraz Mela Koteluk) - Data: 24 lipca 2020 - Wydawca: Muzeum Powstania Warszawskiego / Warner Music Poland          | 2  |                    |
| „—” pozycja nie była notowana. | |    |                    |

## Nagrody i wyróżnienia
| Rok  | Kategoria                   | Tytułem                                          | Nagroda               | Nota             | Źródło |
| ---- | --------------------------- | ------------------------------------------------ | --------------------- | ---------------- | ------ |
| 2014 | Album roku muzyka kameralna | Lutosławski Tuwim. Piosenki nie tylko dla dzieci | Fryderyki 2014        | Nominacja        | [ 9 ]  |
| 2014 |                             |                                                  | Paszport „Polityki”   |                  |        |
| 2015 |                             | Requiem ludowe                                   | Folkowy Fonogram Roku | pierwsza nagroda | [ 10 ] |
| 2021 | Album Roku Muzyka Poetycka  | Astronomia poety. Baczyński                      | Fryderyki 2021        | Nagroda          | [ 11 ] |